# Баб аль-Баркия
Баб аль-Баркия — бывшие ворота городских стен Каира (Египет). Они функционировали как одни из главных восточных городских ворот, пока не вышли из употребления и не исчезли. Они были раскопаны и восстановлены в рамках создания парка Аль-Азхар в 2000-х годах.

## История
Баб аль-Баркийя, также известные как Баб аль-Тауфик, были первоначально восточными воротами фатимидских стен, возведённых визирем Бадром аль-Джамали:44:99. Они были реконструированы в XII—XIII веках в рамках амбициозного проекта создания укреплений, начатого в 1176 году Салах ад-Дином (Саладином) и продолженного его преемниками, Айюбидами. Этот проект включал в себя строительство цитадели Каира и 20-километровой стены для защиты как Каира (первоначальной столицы халифов из династии Фатимидов), так и Фустата (более ранней столица Египта на юго-западе):96. Вся планируемая стена никогда не была полностью закончена, но были возведены длинные её участки, особенно к северу от цитадели. Баб аль-Баркийя были одним из ворот в этой законченной северной части, наряду с воротами, идентифицированными как Баб аль-Махрук и Баб аль-Джадид:96.
Баб аль-Баркийя были одними из главных восточных ворот города. Снаружи их располагалась пустынная местность, которая первоначально использовалась мамлюками для конных игр: традиция, начатая Бейбарсом I и закончившаяся в 1320 году при Мухаммаде I ан-Насире:175. Позднее, в эпоху Бурджитов, на этой территории были построены новые мавзолейные комплексы мамлюков, ныне известные как Северное кладбище. Тем временем, однако, рост города и относительная безопасность региона делали функцию Баб аль-Баркийи в качестве оборонительных ворот всё менее и менее важной. Ворота и айюбидские стены вокруг них перестали использоваться по назначению, а жители города строили в них или на них новые дома и сооружения. Со временем восточная окраина города, где когда-то стояли стены, превратилась в свалку городского мусора. Стены и ворота исчезли под растущей насыпью обломков, хотя сами они оставались преимущественно нетронутыми.
В начале 2000-х годов мусорные холмы к востоку от исторического города были преобразованы Фондом культуры Ага-хана в парк Аль-Азхар, открытый в 2005 году. В ходе этого процесса, в 2000—2008 годах, были раскопаны и восстановлены восточные стены города Айюбидов, в том числе Баб аль-Баркия. Ворота ныне находятся на западном краю парка. Другие соседние ворота Баб аль-Махрук, расположенные южнее, также были преобразованы в западный вход в парк из района эль-Дарб эль-Ахмар.

## Описание
Ворота, построенные из камня, имели сложную конструкцию, типичную для средневековых укрепленных ворот Ближнего Востока, известную как «изогнутый вход». Вместо простого отверстия в стенах, где движение шло прямо, ворота заставляли движущихся проходить боком через ворота, производя два поворота на 90 градусов внутрь и наружу ворот. Эта конструкция была предназначена, чтобы препятствовать прямым нападениям и заставлять любых нападающих замедляться, когда они проходили через ворота.